# 駒ヶ根郵便局
駒ヶ根郵便局（こまがねゆうびんきょく）は長野県駒ヶ根市にある郵便局。民営化前の分類では集配普通郵便局であった。

## 概要
住所：〒399-4199 長野県駒ヶ根市中央13-13

## 沿革
- 1874年（明治7年）1月15日 - 上穂（うわぶ）郵便取扱所として開設[1]。
- 1875年（明治8年）1月1日 - 上穂郵便局（五等）となる。同年、赤穂ノ内上穂郵便局に改称。
- 1881年（明治14年）6月 - 為替・貯金取扱を開始。
- 1882年（明治15年）5月1日 - 赤穂（あかほ）郵便局に改称
- 1890年（明治23年）7月1日 - 赤穂郵便電信局となる。
- 1903年（明治36年）4月1日 - 通信官署官制の施行に伴い赤穂郵便局となる。
- 1952年（昭和27年）2月1日 - 電気通信業務の取扱を、新設の赤穂電報電話局に移管[2]。
- 1956年（昭和31年）11月1日 - 電話通話および和文電報受付事務の取扱を開始[3]。
- 1957年（昭和32年）11月16日 - 特定郵便局から普通郵便局に局種別改定。
- 1958年（昭和33年）4月1日 - 駒ヶ根郵便局に改称。
- 1965年（昭和40年）5月1日 - 赤穂福岡簡易郵便局の廃止に伴い、取扱事務を承継。
- 1965年（昭和40年）10月 - 局舎新築落成。
- 1999年（平成11年） - 外国通貨の両替および旅行小切手の売買に関する業務取扱を開始。
- 2006年（平成18年）10月16日 - 中沢郵便局、飯島郵便局、中川郵便局からそれぞれ「399-42xx」「399-37xx」「399-38xx」区域の集配業務を移管[4]。
- 2007年（平成19年）10月1日 - 民営化に伴い、併設された郵便事業駒ヶ根支店に一部業務を移管。
- 2012年（平成24年）10月1日 - 日本郵便株式会社発足に伴い、郵便事業駒ヶ根支店を駒ヶ根郵便局に統合。

## 取扱内容
- 郵便、印紙、ゆうパック、内容証明
- 貯金、為替、振替、振込、国際送金、国債、投資信託
- 生命保険、バイク自賠責保険、自動車保険、がん保険、引受条件緩和型医療保険
- ゆうちょ銀行ATM
- 「399-41xx」「399-42xx」区域（駒ヶ根市＝東伊那を除く各区域[5]）、「399-37xx」区域（上伊那郡飯島町の全域）、「399-38xx」区域（上伊那郡中川村の全域）の集配業務
- ゆうゆう窓口

## 周辺
- 天下の糸平（田中平八）出生地
- 駒ヶ根バスターミナル
- 駒ヶ根総合文化センター
- 駒ヶ根市立図書館

## アクセス
- JR飯田線 駒ヶ根駅から西へ約400m（徒歩約4分）
- 中央自動車道 駒ヶ根ICから東へ約2km
- 国道153号沿い
- 駐車場あり：23台